# Elica Jankova
Elica Jankova (bug. Елица Атанасова Янкова; Varna, 18. rujna 1994.) bugarska je hrvačica slobodnim stilom. Natječe se u kategoriji do 48 kilograma. Članica je kluba "Levski" iz Sofije.
Osvajačica je brončanog odličja u hrvanju u kategoriji do 48 kg na Olimpijskim igrama 2016. održanih u brazilskom Rio de Janeiru.

## Sportska karijera
U šestom razredu trenirala je atletiku s namjerom da postane sprinterica, ali joj je rečeno da je sa 153 centimetara visine preniska za atletiku. Da umjesto atletike pokuša s hrvanjem predložili su joj njen otac Atanas, bivši hrvač grčko-rimskim stilom, i njegov prijatelj hrvački trener Hristo Filčev-Kubineca. Njen je talent uočio trener "Crnomorskog sokola" (Черноморски сокол) Nasko Sičanov te se počela natjecati za taj klub.
Nakon zapaženih uspjeha na nacionalnim natjecanjima, stiže nova ponuda te u devetom razredu, početkom 2010. prelazi u klub "Levski" iz Sofije i počinje trenirati pod vodstvom trenera Petra Kasabova. S tim je klubom, osim u Bugarskoj, postigla i značajne rezultate na međunarodnim natjecanjima.

### Međunarodni uspjeh
| Godina | Vrijeme            | Ostvaren uspjeh                                                  |
| ------ | ------------------ | ---------------------------------------------------------------- |
| 2011.  | 21. – 26. lipnja   | 5. mjesto na Europskom prvenstvu (EP) za kadetkinje u Zrenjaninu |
| 2011.  | 23. – 28. kolovoza | 10. mjesto na Svjetskom prvenstvu za kadetkinje u Sambotelu      |
| 2012.  | 19. – 24. lipnja   | 5. mjesto na ženskom EP u Zagrebu                                |
| 2013.  | 2. – 7. srpnja     | 2. mjesto na EP u Skoplju                                        |
| 2013.  | 13. – 18. kolovoza | 1. mesto na Svjetskom prvenstvu u Sofiji                         |
| 2014.  | 21. – 23. veljače  | 2. mjesto na međunarodnom turniru "Dan Kolov 2014."              |
| 2014.  | 17. – 22. lipnja   | 3. mjesto na EP u Katovicama                                     |
| 2015.  | 17. – 20. lipnja   | 2. mjesto na Europskim igrama u Bakuu                            |
| 2016.  | 8. – 13. ožujka    | 3. mjesto na EP u Rigi                                           |
| 2016.  | 14. – 21. kolovoza | 3. mjesto na Olimpijskim igrama u Riju                           |